# 秋田県道311号羽後雄勝線
秋田県道311号羽後雄勝線（あきたけんどう311ごう うごおがちせん）は、秋田県雄勝郡羽後町から湯沢市を通る一般県道である。

## 概要
国道398号（由利本荘市方面）から連続し、雄物川沿いの平坦地を南下し、JR東日本 奥羽本線・三関駅近郊の酒蒔橋で雄物川を渡り、国道13号に合流する。その先は、国道13号重複区間で、湯沢横手道路の雄勝こまちICに至る。
また、起点から、湯沢市山田上の宿までの直線道路は、出羽丘陵広域農道が重複区間に指定されている。

### 路線データ
- 総延長 : 18.106 km[2]
- 実延長 : 12.367 km[2]
- 起点 : 秋田県雄勝郡羽後町字大戸54番（大戸交差点、国道398号交点）[3]北緯39度11分32.54秒 東経140度24分43.03秒
- 終点 : 秋田県湯沢市小野字大沢田312番（国道13号・湯沢横手道路 雄勝こまちIC交点）[3]北緯39度3分36.95秒 東経140度27分28.82秒
- 未供用区間 : なし[2]

## 歴史
- 1995年（平成7年）4月1日 - 秋田県道に認定される[3]。

## 路線状況

### 重複区間
- 出羽丘陵広域農道（グリーンロード）（雄勝郡羽後町字大戸・起点 - 湯沢市山田上の宿、グリーンロード終点）
- 国道13号・国道344号（湯沢市上関字横場・上関交差点 - 湯沢市小野字大沢田・終点）、約5.8 km[2]

### 冬期閉鎖区間
- なし[4]

### 交通不能区間
- なし[5]

## 地理

### 通過する自治体
- 雄勝郡羽後町 - 湯沢市

### 交差する道路
| 施設名                            | 接続路線名                                                 | 備考                           | 所在地                                                  |
| --------------------------------- | ---------------------------------------------------------- | ------------------------------ | ------------------------------------------------------- |
| 大戸交差点                        | 国道398号 秋田県道57号十文字羽後鳥海線 出羽丘陵広域農道    | 起点                           | 雄勝郡羽後町字大戸                                      |
|                                   | 秋田県道278号雄勝湯沢線                                    |                                | 湯沢市下六日町北緯39度9分3.14秒 東経140度28分0.1秒      |
| 上の宿交差点                      | 出羽丘陵広域農道                                           | 広域農道終点                   | 湯沢市山田上の宿                                        |
| 以下、国道13号・国道344号重複区間 |                                                            |                                |                                                         |
| 上関交差点                        | 国道13号 （=国道344号 重複） （秋田県道186号三関停車場線） | 県道186号は国道13号を北へ500 m | 湯沢市上関字横場北緯39度6分21.84秒 東経140度28分45.77秒 |
| 須川交差点                        | 秋田県道51号湯沢栗駒公園線                                 | 県道51号起点                   | 湯沢市相川字須川                                        |
| 雄勝こまちIC                      | 湯沢横手道路 国道13号（=国道344号 重複）                   | 終点 湯沢横手道路起点          | 湯沢市小野字大沢田                                      |

### 沿線の施設など
- 羽後町立羽後病院
- 雄物川
- JR東日本 奥羽本線
  - 上湯沢駅（市道経由）
  - 三関駅（上関交差点・国道13号経由）
  - 横堀駅